# Język babar południowo-wschodni
Język babar południowo-wschodni (indonez. bahasa Babar Tenggara) – język austronezyjski używany w prowincji Moluki w Indonezji, na południowo-wschodnim wybrzeżu Babar (wyspy Barat Daya). Według danych z 2007 roku posługuje się nim 4460 osób.
Katalog Ethnologue podaje, że jego użytkownicy zamieszkują wsie: Ahanari, Analutur, Kokwari, Kroing, Letwurung, Manuweri, Tutuwawan, Wakpapai. W użyciu jest także lokalny malajski.
Nie wykształcił piśmiennictwa.